# Atlantic Crossing
Atlantic Crossing ist eine norwegische Dramaserie von 2020, die unter der Regie von Alexander Eik produziert wurde. Zentrale Figur der achtteiligen Miniserie ist die norwegische Kronprinzessin Märtha, die 1940 vor der deutschen Besatzung Norwegens im Zweiten Weltkrieg in die Vereinigten Staaten flieht und Zuflucht im Weißen Haus bei dem damals amtierenden Präsidenten Franklin D. Roosevelt findet.
Die Koproduktion von Cinenord und Beta Film entstand im Auftrag der staatlichen norwegischen Rundfunkgesellschaft NRK. Die Serie startete am 25. Oktober 2020 bei NRK1 und auf Deutsch am 12. November 2020 auf MagentaTV.

## Handlung
Als die Wehrmacht 1940 das neutrale Norwegen besetzt, trifft die Kronprinzessin Märtha eine folgenreiche Entscheidung: Sie flieht mit ihren Kindern in die Vereinigten Staaten, während ihr Mann Olav zurückbleibt. Die Kronprinzessin erhält Asyl im Weißen Haus und freundet sich mit Franklin D. Roosevelt an. Doch der Präsident scheint schon bald tiefere Gefühle für sie zu hegen.
Ihr Einfluss verändert den Zweiten Weltkrieg in Europa, denn schon bald entstehen zwischen den beiden auch romantische Gefühle. Wie gefährlich das nicht nur für ihre eigene Ehe ist, kann Märtha nicht absehen. Doch egal wie viele Feinde sie sich damit macht, die Prinzessin lässt nichts unversucht, um ihr Land zu retten. Letztlich gelingt es ihr, Roosevelt davon zu überzeugen, Norwegen im Kampf gegen die Deutschen zu unterstützen.

## Besetzung und Synchronisation
Die deutschsprachige Synchronisation der Serie entstand bei der Berliner Synchron GmbH. Verfasserin des Dialogbuchs und auch Dialogregisseurin war Hilke Flickenschildt.
| Rolle                                                      | Darsteller            | Synchronsprecher     |
| ---------------------------------------------------------- | --------------------- | -------------------- |
| Kronprinzessin Märtha                                      | Sofia Helin           | Christin Marquitan   |
| Franklin D. Roosevelt                                      | Kyle MacLachlan       | Erich Räuker         |
| Prinz Olav von Norwegen                                    | Tobias Santelmann     | Florian Hoffmann     |
| Eleanor Roosevelt                                          | Harriet Sansom Harris | Silvia Mißbach       |
| König Haakon VII. von Norwegen                             | Søren Pilmark         | Tobias Lelle         |
| Roosevelts Sekretärin Missy Lehand                         | Lucy Russell          | Heide Domanowski     |
| Roosevelts Berater Harry Hopkins                           | Daniel Betts          | Jaron Löwenberg      |
| Hofdame Ragni Ostgaard                                     | Anneke von der Lippe  | Marina Krogull       |
| Adjutant Nicolai Ostgaard von Prinz Olav von Norwegen      | Lasse Kolsurd         | Hanns Jörg Krumpholz |
| Norwegischer General Carl Gustav Fleischer                 | Stig Ryste Amdam      | –                    |
| US-Botschafterin Florence Harriman                         | Suzanne Bertish       | Beate Gerlach        |
| König Gustav V. von Schweden                               | Carl-Magnus Dellow    | Uli Krohm            |
| Norwegischer Ministerpräsident Johan Nygaardsvold          | Terje Ranes           |                      |
| Norwegischer Botschafter Wilhelm Morgenstierne             | Trond Teigen          |                      |
| Norwegischer General Otto Ruge                             | Erik Hivju            |                      |
| Norwegischer Adjutant Oswald Nordlie von König Haakon VII. | Petr Meissel          |                      |
| Prinzessin Ragnhild von Norwegen als Kind                  | Leonora Eik           |                      |
| Prinzessin Astrid von Norwegen als Kind                    | Amathea Eik           |                      |
| Prinz Harald als Kind                                      | Justýna Brozková      |                      |
| Carl von Schweden, Vater von Märtha                        | Jan Tiselius          |                      |
| Ingeborg, Mutter von Märtha                                | Marianne Høgsbro      |                      |
| Schwedischer Prinz Carl Bernadotte, Märthas Bruder         | Oscar Töringe         |                      |
| Deutscher Botschafter in Schweden Viktor zu Wied           | Hartmut Krug          |                      |

## Vorlage
Die Serie beruht auf der Geschichte der norwegischen Kronprinzessin Märtha. Zusammen mit ihrem Ehemann reiste sie 1939 in die Vereinigten Staaten und besuchte dort u. a. das Präsidentenehepaar Franklin D. Roosevelt und Eleanor Roosevelt.
Kurz nach der Reise in die Vereinigten Staaten brach in Europa der Zweite Weltkrieg aus. Nach dem Angriff Nazideutschlands auf Norwegen am 9. April 1940 flüchtete Märtha mit ihren drei Kindern in das Exil nach Schweden, wo sie allerdings nicht sicher genug war. Auf Einladung des Präsidenten Franklin D. Roosevelt gingen sie und die Kinder im August 1940 in die Vereinigten Staaten. Nachdem sie vorübergehend bei Roosevelt im Weißen Haus in Washington, D.C. Aufnahme gefunden hatten, wurde das Anwesen Pooks Hill während des Krieges ihr fester Wohnsitz. Trotz der schweren Kriegsunruhen engagierte Kronprinzessin Märtha sich für das Rote Kreuz und pflegte eine enge freundschaftliche Verbindung mit Präsident Roosevelt, durch die sie auch Einfluss auf die norwegische und internationale Politik nahm. Seit dem Jahr 2005 steht ein Denkmal der Kronprinzessin vor der norwegischen Botschaft in Washington, D.C.

## Kritiken
Matthias Hannemann lobt in der Frankfurter Allgemeine Zeitung die „packende Story“. Marlene Knobloch bemängelt in der Süddeutschen Zeitung: „Ein bisschen weniger Action und Dramatik, dafür leisere Töne und historische Genauigkeit hätten Atlantic Crossing auch besser gestanden. Trotzdem macht das Pathos im Oval Office Spaß, nicht zuletzt, weil es sich mit heiteren Szenen im offenen Cabrio mischt. Und neben all den schweren Geigen spielt auch mal eine beschwingte Jazztrompete. Die Geschichte einer Familie, die auf unbestimmte Zeit im Weißen Haus festsitzt, ist dann ja auch tröstliche Lockdown-Unterhaltung. Es gibt auch eine Weihnachtsfolge. Mit Schnee.“
Von Historikern wurde den Machern der Serie vorgeworfen, dass sie Geschichtsfälschung betreiben. Der Geschichtsprofessor Tom Kristiansen und der Biograf Tore Rem kritisierten in einem Beitrag für die norwegische Zeitung Aftenposten, dass neben vielen falschen Fakten auch ein grundsätzlich falscher Eindruck über die Kriegszeit vermittelt werde. So würde etwa Kronprinzessin Märtha durch ihre falsche Behauptung, dass noch nie ein neutraler Staat angegriffen worden sei, als zu unwissend dargestellt. Es sei laut ihnen „peinlich provinziell“, Norwegen in der Serie eine Hauptrolle in diesem Weltkrieg zuzusprechen. Rem und Kristiansen kritisierten zudem, dass die Politiker als lächerliche Figuren dargestellt werden, was nicht der historischen Wahrheit entspräche und zudem gefährlich sei.
Der Autor Tor Bomann-Larsen kritisiert in einem Artikel auf der Website des norwegischen öffentlich-rechtlichen Rundfunks NRK die Behauptung auf dem internationalen Plakat, Kronprinzessin Märtha habe den Verlauf des Krieges verändert („She changed the course of war.“). Laut Bomann-Larsen bestehe zwar weder Zweifel an der Bedeutung der Kronprinzessin für Roosevelt persönlich noch daran, dass die enge Verbindung des norwegischen Königshauses zum US-Präsidenten politische Bedeutung für Norwegen hatte. Dass sie den Kriegsverlauf und die Weltgeschichte entscheidend beeinflusst habe, sei dagegen frei erfunden und nicht inspiriert von wahren Begebenheiten. Dies bezeichnete er auch als „Fake History“. Stattdessen seien vielmehr die militärischen Ressourcen wie Waffen, Munition, Schiffe und Treibstoff entscheidend über Sieg und Niederlage gewesen. Der Hilferuf, der Roosevelt zum Leih- und Pachtgesetz (Lend-Lease Act) inspirierte, sei auch von Winston Churchill und nicht von der Kronprinzessin gekommen.

## Auszeichnung
- Emmy 2021 (bester Fernsehfilm/beste Miniserie)[9]